# Astylosterninae
Sous-famille
Les Astylosterninae sont une sous-famille d'amphibiens de la famille des Arthroleptidae.

## Répartition
Les espèces des cinq genres de cette sous-famille se rencontrent en Afrique subsaharienne.

## Liste des genres
Selon Amphibian Species of the World (20 mars 2013) :
- Astylosternus Werner, 1898
- Leptodactylodon Andersson, 1903
- Nyctibates Boulenger, 1904
- Scotobleps Boulenger, 1900
- Trichobatrachus Boulenger, 1900

## Publication originale
- Noble, 1927 : The value of life history data in the study of the evolution of the Amphibia. Annals of the New York Academy of Sciences vol. 30, p. 31-128.